# Argyrosomus coronus
Argyrosomus coronus  é uma espécie de peixe da família Sciaenidae e da ordem Perciformes.

## Morfologia
- Os machos podem atingir 200 cm de comprimento total[4] e 77 kg de peso[5].
- Número de vértebras: 25.[6]

## Habitat
É um peixe de clima tropical e bentopelágico que vive até 100 m de profundidade.

## Distribuição geográfica
É encontrado no Oceano Atlântico sul-oriental: desde África do Sul até Angola.

## Observações
É inofensivo para os humanos.